# Stamboom Karel Alexander van Saksen-Weimar-Eisenach (1818-1901)
Dit is de stamboom van Karel Alexander van Saksen-Weimar-Eisenach (1818-1901).
| Stamboom Karel Alexander van Saksen-Weimar-Eisenach (1818-1901)                                    | Stamboom Karel Alexander van Saksen-Weimar-Eisenach (1818-1901)                                    | Stamboom Karel Alexander van Saksen-Weimar-Eisenach (1818-1901)                                                   | Stamboom Karel Alexander van Saksen-Weimar-Eisenach (1818-1901)                                | Stamboom Karel Alexander van Saksen-Weimar-Eisenach (1818-1901)                                |
| -------------------------------------------------------------------------------------------------- | -------------------------------------------------------------------------------------------------- | --- | ---------------------------------------------------------------------------------------------- | ---------------------------------------------------------------------------------------------- |
| Grootouders                                                                                        | Karel August van Saksen-Weimar-Eisenach (1757-1828) x 1775 Louise van Hessen-Darmstadt (1757-1830) | Karel August van Saksen-Weimar-Eisenach (1757-1828) x 1775 Louise van Hessen-Darmstadt (1757-1830)                | Paul I Romanov (1754-1801) x 1776 Sophia Dorothea van Württemberg (1759-1828) Maria Fjodorovna | Paul I Romanov (1754-1801) x 1776 Sophia Dorothea van Württemberg (1759-1828) Maria Fjodorovna |
| Ouders                                                                                             | Karel Frederik van Saksen-Weimar-Eisenach (1783-1853) x 1804 Maria Romanov (1786-1859)             | Karel Frederik van Saksen-Weimar-Eisenach (1783-1853) x 1804 Maria Romanov (1786-1859)                            | Karel Frederik van Saksen-Weimar-Eisenach (1783-1853) x 1804 Maria Romanov (1786-1859)         | Karel Frederik van Saksen-Weimar-Eisenach (1783-1853) x 1804 Maria Romanov (1786-1859)         |
| Karel Alexander van Saksen-Weimar-Eisenach (1818-1901) x 1842 Sophie van Oranje-Nassau (1824-1897) | | |                                                                                                |                                                                                                |
| Kinderen                                                                                           | Karel August (1844-1894) x 1873 Pauline van Saksen-Weimar-Eisenach (1852-1904)                     | Marie (1849-1922) x 1876 Hendrik VII Reuss (1825-1906)                                                            | Maria Anna Sophia Elisabeth (1851-1859)                                                        | Elisabeth (1854-1908) x 1886 Johan Albrecht van Mecklenburg-Schwerin (1857-1920)               |
| Kleinkinderen                                                                                      | Willem Ernst (1876-1923) Bernard (1878-1900)                                                       | Hendrik (1877) Hendrik (1878-1935) Hendrik (1879-1942) Johanna (1882-1883) Sophie (1884-1968) Hendrik (1887-1936) | -                                                                                              | -                                                                                              |